# Resolution 1723 des UN-Sicherheitsrates
Die Resolution 1723 des UN-Sicherheitsrates ist eine Resolution, die der Sicherheitsrat der Vereinten Nationen auf seiner 5574. Sitzung am 28. November 2006 einstimmig verabschiedet hat. Es handelt sich um eine Resolution nach Kapitel VII der Charta der Vereinten Nationen. Der Sicherheitsrat nimmt Bezug auf seine früheren Resolutionen zum Irak. Der Resolutionstext war von Dänemark, Japan, der Slowakei, dem Vereinigten Königreich und den Vereinigten Staaten eingebracht worden.
Mit der Resolution wird unter Bezugnahme auf die Resolutionen 1483, 1511, 1546 und 1637 das Mandat der Multinationalen Streitkraft (MNF-I) bis zum 31. Dezember 2007 verlängert. Die Resolution verlängert ebenfalls die Dauer des Entwicklungsfonds (Paragraph 20 der Resolution 1483) und die Verwendung von Erlösen aus dem Verkauf von Rohöl, Ölprodukten und Erdgas und deren Überwachung durch internationale Beobachter.
Die Resolution verlangt von den Vereinigten Staaten vierteljährliche Berichte über die Lage im Irak und erwähnt ausdrücklich, dass das Mandat spätestens am 15. Juni 2007 überprüft wird und vorzeitig endet, falls die irakische Regierung dies verlangt.